# Кисьма (приток Сабли)
Кисьма — река в России, протекает на северо-западе Переславского района Ярославской области. Начинается к югу Тархова холм. Устье реки находится в 34 км по левому берегу реки Сабля от её устья. Длина реки составляет 32 км, площадь водосборного бассейна — 198 км².
Крупнейшие притоки: Светишонка (слева), Безделиха (справа), Чёрная (слева), Мошница (справа, 12 км от устья), Ворговаш (справа).
Сельские населённые пункты около реки: Тархов Холм, Нестерово, Микляево, Чильчаги, Иванцево, Тощебылово, Дмитриевское, Пешково, Гулино, Петрилово, Местилово, Малое Ильинское, Сараево, Березники, Липовцы, Долгово, Бурцево, Кисьма, Даратники, Михеево, Жданово.

## Данные водного реестра
По данным государственного водного реестра России относится к Верхневолжскому бассейновому округу, водохозяйственный участок реки — Волга от Иваньковского гидроузла до Угличского гидроузла (Угличское водохранилище), речной подбассейн реки — бассейны притоков (Верхней) Волги до Рыбинского водохранилища. Речной бассейн реки — (Верхняя) Волга до Куйбышевского водохранилища (без бассейна Оки).
Код объекта в государственном водном реестре — 08010100812110000004162.